# Pareuthria campbelli
Pareuthria campbelli är en snäckart som först beskrevs av Henri Filhol 1880.  Pareuthria campbelli ingår i släktet Pareuthria och familjen valthornssnäckor. Inga underarter finns listade i Catalogue of Life.